# Ejby Sogn (Middelfart Kommune)

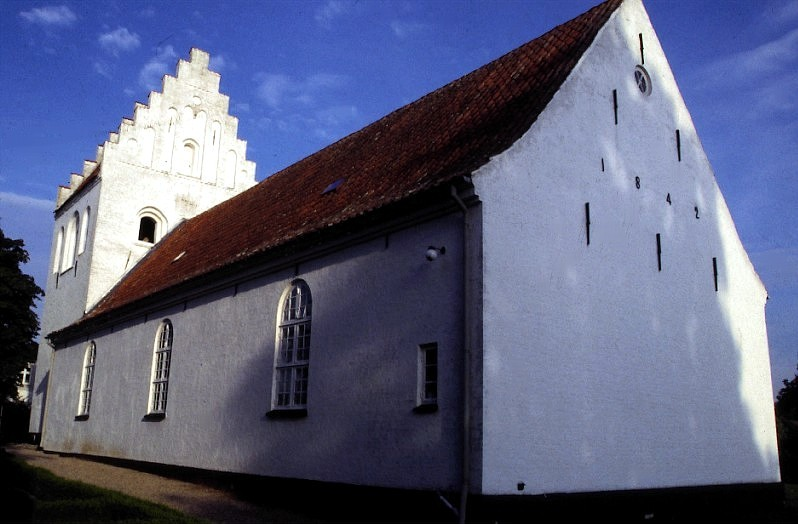
Ejby Kirke

Ejby Sogn ist eine Kirchspielsgemeinde (dän.: Sogn) im südlichen Dänemark. Bis 1970 gehörte sie zur Harde Vends Herred im damaligen Odense Amt, danach zur Ejby Kommune im Fyns Amt, die im Zuge der  Kommunalreform zum 1. Januar 2007 in der „neuen“  Middelfart Kommune in der Region Syddanmark aufgegangen ist.
Im Kirchspiel leben 2234 Einwohner, davon 2166 im Kirchdorf (Stand:1. Januar 2023). Im Kirchspiel liegt die Kirche „Ejby Kirke“.
Nachbargemeinden sind im Norden Indslev Sogn, im Osten Fjelsted Sogn, im Süden Gelsted Sogn, im Südwesten Ørslev Sogn und im Westen Balslev Sogn.